# Caligo
Caligo es un género de lepidópteros ditrisios de la familia Nymphalidae conocidos vulgarmente como  mariposas búho. Incluye 20 especies propias de las selvas de Centro y Sudamérica hasta los 1800 m s. n. m., desde el sur de México hasta el sur de Brasil, y en Trinidad y Tobago,y en Colombia, y en Guatemala.
Destacan por su tamaño. Las larvas llegan a medir hasta 15 cm de largo y los adultos pueden superar 20 cm de envergadura.
Su nombre común proviene de los grandes ocelos en la parte posterior de las alas, que parecen ojos grandes. 
Aunque actualmente no se sabe a ciencia cierta la significación de estos ocelos, sí se conoce que en otras mariposas, particularmente en el caso de Satyrinae, cumplen la función de desviar el ataque de los pájaros hacia partes menos vulnerables del cuerpo, mientras se protege el abdomen y la cabeza de la mariposa. Se requiere, sin embargo, mucha más investigación para descifrar cómo aprecian los depredadores a estas mariposas, ya que una cosa es el camuflaje frente al observador humano y otra con respecto a aves que pueden apreciar los rayos ultravioleta. 
En cualquier caso se considera que los ocelos forman parte de una estrategia de cripsis que protege a las mariposas. Algunas especies vuelan solamente unos pocos metros para evitar exponerse a los pájaros. Las mariposas búho tienen hábitos crepusculares y son pocos los pájaros activos a las mismas horas que ellas, por lo cual sus principales depredadores son aparentemente lagartijas tales como las del género  Anolis. Se ha sugerido que los ocelos de las mariposas búho tratan de semejar la cabeza de las ranas Hyla a las que temen los Anolis. Esta hipótesis tampoco ha sido probada, pero es cierto que los ocelos sirven a varias especies para protegerse de los depredadores.